# Utahceratops
Utahceratops – rodzaj ceratopsa z rodziny Ceratopsidae żyjącego w późnej kredzie (późny kampan) na terenie dzisiejszej Ameryki Północnej. Gatunkiem typowym jest U. gettyi opisany przez Scotta Sampsona i współpracowników w 2010 roku.

## Charakterystyka gatunku
Do autapomorfii wyróżniających ten gatunek należy róg nosowy rosnący stosunkowo blisko oczu, prawie w całości za nozdrzami; dwa krótkie, spłaszczone, tępo zakończone rogi nadoczodołowe, skierowane dorsolateralnie (w kierunku górno–bocznym); niskie wyrostki na środkowej części zewnętrznej krawędzi kryzy o wydłużonej podstawie (u niektórych przekraczającej 10 cm długości) oraz rostralnie (tj. dogłowowo) wgięta środkowa część poprzecznej kostnej przegrody kości ciemieniowej (ang. transverse bar of parietal).

## Odkrycie
Holotypem U. gettyi jest niekompletna czaszka odkryta w osadach formacji Kaiparowits na południu amerykańskiego stanu Utah, oznaczona UMNH VP 16784. Autorzy jego opisu zidentyfikowali też szereg dodatkowych kości czaszek i szkieletów pozaczaszkowych z formacji Kaiparowits reprezentujących ten gatunek; w sumie znane jest ok. 96% czaszki i 70% szkieletu pozaczaszkowego.
Współcześnie z U. gettyi na terenach dzisiejszego południowego Utah żył też inny przedstawiciel rodziny Ceratopsidae opisany przez Sampsona i współpracowników, Kosmoceratops richardsoni. Jednak według przeprowadzonej przez autorów opisu obu gatunków analizy kladystycznej Utahceratops i Kosmoceratops nie były dla siebie nawzajem najbliższymi krewnymi. Według tej analizy oba te rodzaje były przedstawicielami podrodziny Chasmosaurinae (Ceratopsinae), jednak Utahceratops był taksonem siostrzanym rodzaju Pentaceratops, razem z którym tworzył klad siostrzany do kladu obejmującego wszystkich pozostałych przedstawicieli Chasmosaurinae (w tym Kosmoceratops) poza bazalnymi rodzajami Agujaceratops, Mojoceratops i Chasmosaurus. U. gettyi i K. richardsoni należą do nielicznych znanych przypadków współistnienia dwóch gatunków z podrodziny Chasmosaurinae w tym samym czasie i zasiedlania przez nie tych samych ekosystemów; czegoś takiego jak dotąd w ogóle nie zaobserwowano u przedstawicieli drugiej podrodziny Ceratopsidae, Centrosaurinae.

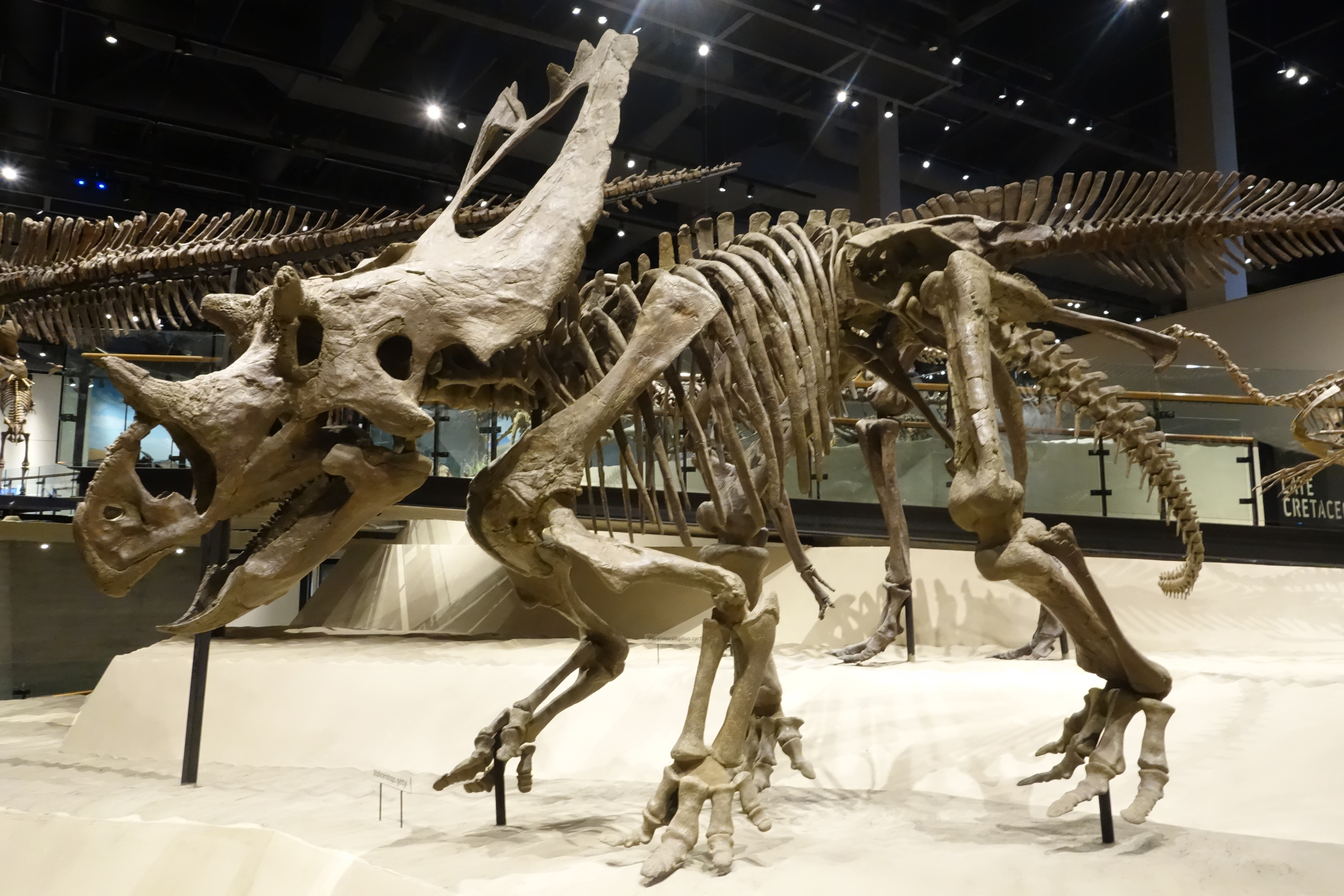
Szkielet wystawiony w Muzeum Historii Naturalnej w Salt Lake City w Utah

Odkrycie Utahceratops i Kosmoceratops w połączeniu z rezultatami analizy kladystycznej Sampsona i współpracowników dostarcza dowodów na prowincjonalizm geograficzny faun dinozaurów żyjących w kampanie na terenie Laramidii (odpowiadającej dzisiejszemu zachodowi Ameryki Północnej, w kampanie oddzielonemu od części wschodniej – Appalachii – przez Morze Środkowego Zachodu). Z wyjątkiem najbardziej bazalnych taksonów – gatunków Chasmosaurus russelli i C. belli oraz rodzaju Mojoceratops – znanych wyłącznie z północy Laramidii (odkryto je w kanadyjskiej prowincji Alberta), wszyscy bazalni przedstawiciele Chasmosaurinae (Agujaceratops, Utahceratops, Pentaceratops, Coahuilaceratops) żyli w południowej części Laramidii (dzisiejszy południowy zachód Ameryki Północnej), natomiast nie są znani z jej części północnej. Autorzy interpretują to jako dowód na pojawienie się ok. 77 mln lat temu bariery uniemożliwiającej ceratopsom przemieszczanie się między północną, a południową częścią Laramidii, czego rezultatem zarówno na północy, jak i na południu Laramidii było wyodrębnienie się endemicznych gatunków z podrodziny Chasmosaurinae. Bariera istniała co najmniej 1,5 miliona lat i dopiero jej zniknięcie umożliwiło ceratopsom z południa skolonizowanie północy. Autorzy rozważali możliwość wystąpienia w kampanie fizycznej bariery, takiej jak nieznane pasmo górskie czy morze epikontynentalne między północą a południem Laramidii; jednak ich zdaniem obecnie nie ma dowodów na istnienie takiej bariery. Według nich najbardziej prawdopodobną przyczyną prowincjonalizmu geograficznego ceratopsów były zmiany klimatyczne prowadzące do wystąpienia w kampanie strefowości środowiska na różnych szerokościach geograficznych na Laramidii. Autorzy podkreślili konieczność badań nad innych grupami dinozaurów zasiedlającymi Laramidię w kampanie (jak centrozaury, hadrozaury czy tyranozaury) w celu stwierdzenia, czy i u nich występował prowincjonalizm geograficzny.
Nazwa rodzajowa Utahceratops pochodzi od nazwy stanu, w którym odkryto jego skamieniałości, oraz od greckiego słowa ceratops („rogate oblicze”). Epitet gatunkowy gettyi honoruje odkrywcę holotypu gatunku, Mike’a Getty’ego.